# Meilenstein (Helfta)

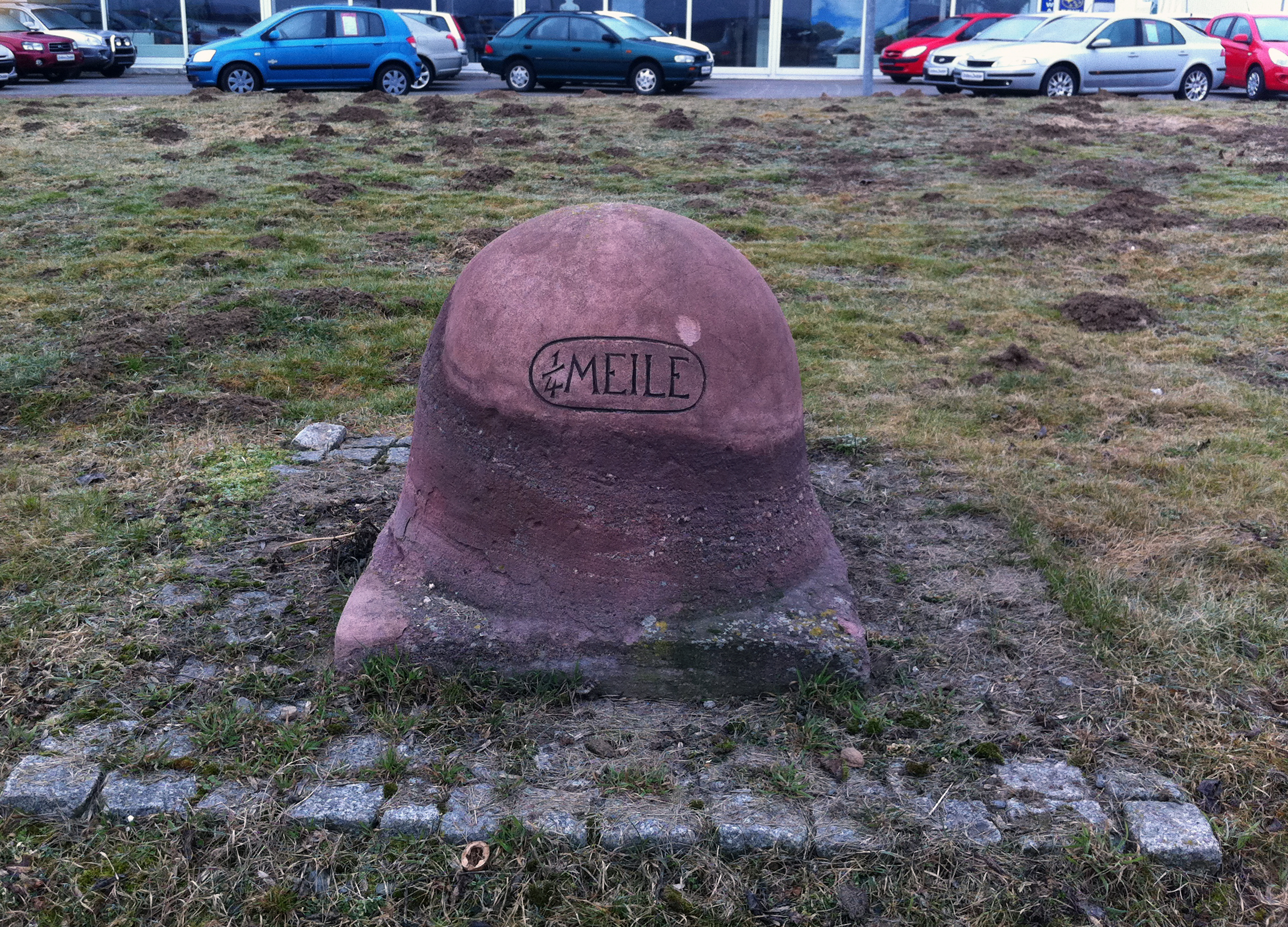
Preußischer Viertelmeilenstein in Eisleben-Helfta

Der Meilenstein in Helfta ist ein Kleindenkmal in der Halleschen Straße in der Lutherstadt Eisleben im Landkreis Mansfeld-Südharz in Sachsen-Anhalt.
Im Eisleber Ortsteil Helfta finden sich zwei Meilensteine. Ein Ganzmeilenobelisk steht nahe der einstigen Grenze zur Lutherstadt Eisleben, der andere ist ein Viertelmeilenstein im Gewerbegebiet Am Strohügel unweit der Auffahrt auf die Bundesstraße 180 an der einstigen Bundesstraße 80, heute die Landesstraße 151. Diese einstige preußische Staatschaussee verband Berlin mit Kassel und entstand im Teilabschnitt von Langenbogen nach Nordhausen in den Jahren 1824 bis 1826. Die Meilensteine entlang des Teilabschnittes können alle dem Jahr 1826 zugeordnet werden, in dem die Straße abgenommen wurde.
Der Viertelmeilenstein trägt die übliche Inschrift 1/4 Meile in einem vertieften Oval und steht an einer Dreiviertelmeilenposition zwischen dem östlich gelegenen Halbmeilenstein am Frochmühlenstollen und dem westlich aufgestellten Ganzmeilenstein Eisleben. Alte Aufnahmen zeigen noch eine weitere Inschrift 191,1, wohl die Entfernungsangabe nach Berlin in Kilometern. Im Jahr 1993 war er auf einer Böschungsaufschüttung aufgestellt worden. Die Form der kleinen Glocke ist ebenfalls typisch und findet sich bei allen Viertelmeilensteinen zwischen Langenbogen und Nordhausen, etwa bei Höhnstedt, Seeburg oder Lüttchendorf. Er steht unter Denkmalschutz und wurde im Jahr 2003 saniert, da er Abblätterungen aufwies. Im Denkmalverzeichnis ist er mit der Nummer 094 16113 registriert.